# Dorothy Wordsworth
Pour les articles homonymes, voir Wordsworth.
Dorothy Mae Ann Wordsworth (25 décembre 1771 – 25 janvier 1855) est une poétesse et écrivaine anglaise. Sœur du poète William Wordsworth, ils restent proches tout au long de leurs vies. Ne cherchant pas à faire carrière dans la littérature, ses écrits sont constitués de lettres, de journaux intimes, de poèmes et de nouvelles.

## Biographie
Dorothy Wordsworth naît le 25 décembre 1771 à Cockermouth, dans le Cumberland. Malgré la mort prématurée de leur mère en 1778, et de leur père en 1783, Dorothy, William et ses trois autres frères ont une enfance heureuse. Les enfants sont dispersés auprès de différents parents. Dorothy Wordsworth part seule vivre avec sa tante Elizabeth Threlkeld, à Halifax, dans le Yorkshire de l'Ouest. Elle retrouve son frère William Wordsworth en 1794, et ils s'établissent, d'abord à Racedown Lodge, dans le Dorset, en 1795, puis, vers 1797-1798, à Alfoxden House dans le Somerset, William souhaitant se rapprocher de Samuel Taylor Coleridge. Dès cette époque, elle tient son journal, connu ensuite sous l'intitulé d'Alfoxden journal (1798). Ils vivent dans la pauvreté, en étant parfois réduit à récupérer les vêtements de leurs amis pour pouvoir se vêtir. Enfin, en 1799, le frère et la sœur parviennent à s'établir dans le Lake District : ils trouvent une maison à Grasmere, où les rejoignent Coleridge, Robert Southey, et plus tard, Thomas de Quincey. William se marie en 1802, et elle vit avec le couple, dédiant une partie de son temps à encourager la carrière de son frère qui évoque son soutien dans The Prelude, en 1805 : « She, in the midst of all, preserved me still / a Poet ». Elle transcrit ses poèmes, aide aux soins de la maisonnée et veille sur les enfants tout en conservant un imaginaire propre. En 1813, la famille s'installe à Rydal Mount, et Dorothy participe au groupe littéraire, formé d'amis et de visiteurs, qui se rassemble autour d'eux. Elle correspond avec beaucoup d'entre eux, entretenant ainsi les liens littéraires et amicaux, dans une correspondance qui constitue un témoignage de l'activité poétique du Lake District. Elle correspond et séjourne auprès de deux amies, Jane Pollard, mariée à Leeds, et Catherine Clarkson, épouse de l'abolitioniste Thomas Clarkson. Elle entretient également une correspondance avec Annette Vallon et Caroline, la fille que celle-ci a eue avec William
Dorothy Wordsworth n'avait que peu d'intérêt pour faire une carrière dans l'écriture. Elle n'arrive pas à publier son Recollections of a Tour Made in Scotland, qui ne paraîtra que de manière posthume, en 1874.
Elle écrit en 1818 un journal faisant état de son ascension du Scafell Pike (Il est possible que le seul à avoir déjà publié un ouvrage similaire précédemment soit Samuel Taylor Coleridge, en 1802). Elle effectue cette ascension en compagnie de son amie Mary Barker, de la domestique de cette dernière, et de deux personnes faisant office de guide et porteur. Son travail est utilisé en 1822 par son frère William, sans qu'il ne la crédite, dans son guide du Lake District, puis copié par Harriet Martineau, dans la quatrième édition de son guide, en 1876, créditant William Wordsworth. Le récit de cette ascension a été de fait largement lu par les visiteurs de la région, au XIXe siècle. 

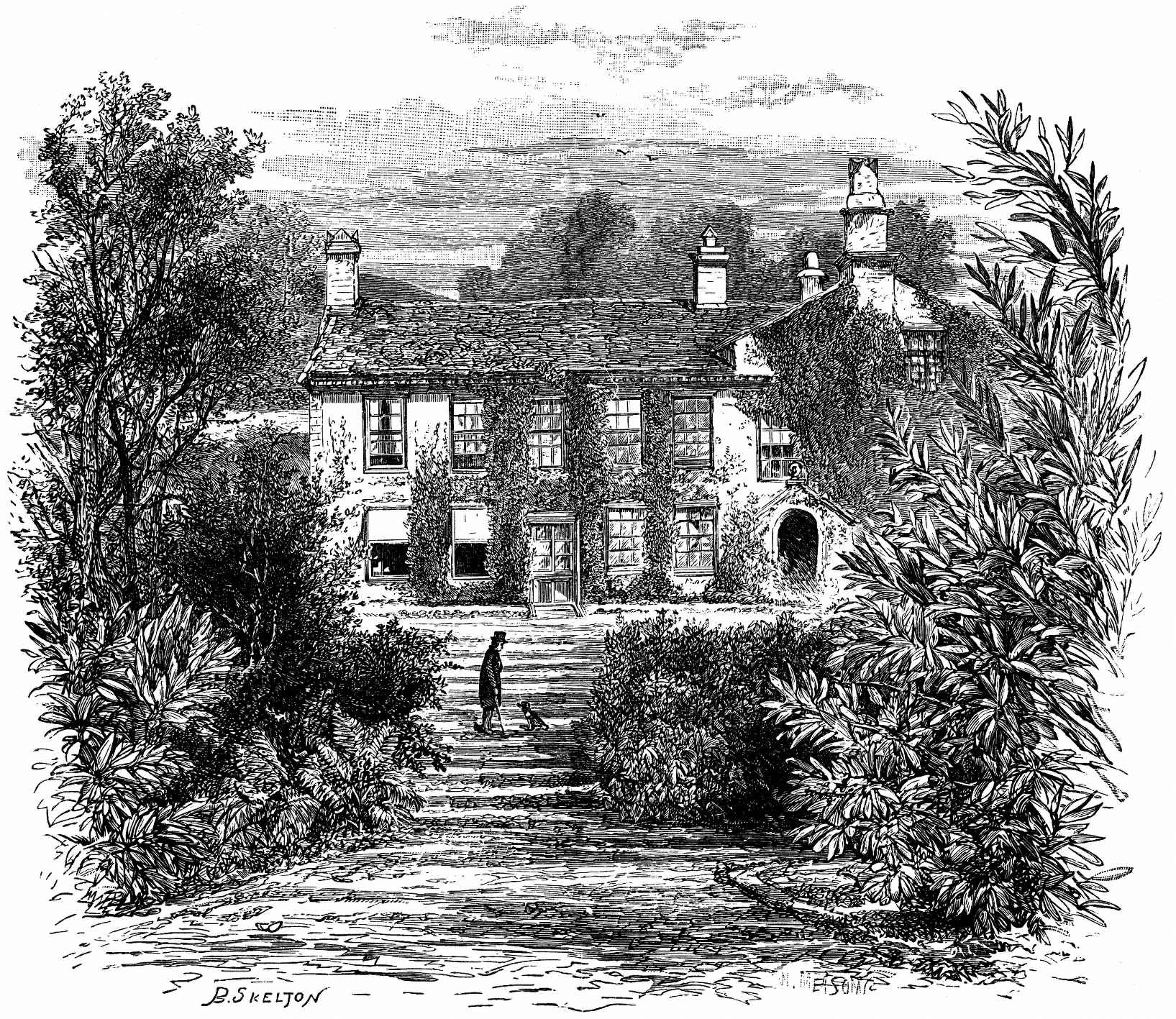
Maison des Wordsworth, Rydal Mount

Son journal relate différents voyages : elle passe un hiver en Allemagne, où elle visite Hambourg et Goslar (1798-1799), séjourne à Calais au moment de la paix d'Amiens (1802), en Suisse et en Italie après les guerres napoléoniennes (1820). Elle fait un séjour avec son frère et Coleridge en Écosse, en 1802, durant lequel ils passent quelques jours avec Walter Scott, et relate ce séjour dans Recollections, puis y retourne en 1822, voyage aussi dans l'île de Man (1828), ou encore fait des séjours chez ses neveux. Elle conserve les souvenirs que ces occasions lui procurent et qui nourrissent ses écrits.

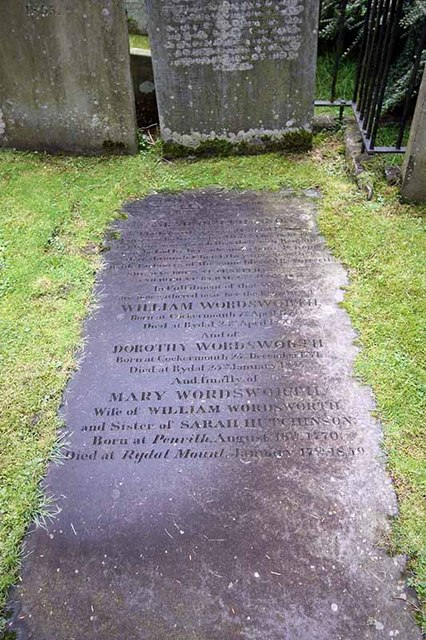
Pierre tombale de William, Dorothy et Mary, Grasmere

Dorothy Wordsworth ne se marie pas. Son frère épouse Marie Hutchinson en 1802, et elle continue de vivre avec lui. Elle se considère, à 31 ans, trop vieille pour se marier. En 1829, elle tombe gravement malade et reste dans un état d'invalidité pour le reste de sa vie. Elle survit cinq ans à la mort de son frère, soignée durant ses dernières années par sa belle-sœur. Elle meurt à 83 ans, en 1855, près d'Ambleside. Selon le biographe Richard Cavendish, elle passe ses vingt dernières années dans un état de sénilité important.
Son Grasmere Journal est publié en 1897, édité par William Angus Knight. Le journal décrit jour après jour la vie dans le Lake District, ses longues promenades avec son frère dans la campagne, et fait le portrait de nombreuses figures de la littérature de l'époque, comme Samuel Taylor Coleridge, Walter Scott, Charles Lamb ou Robert Southey, un ami proche qui popularise le conte de Boucle d'or et les Trois Ours. Son journal lui permet de trouver sa propre expression, sans entrer en compétition avec le cercle littéraire qui entoure son frère, et dont elle fait pleinement partie. Bien que Thomas de Quincey ait souligné le talent de diariste de Dorothy, son activité littéraire est longtemps demeurée cachée par la notoriété de son frère, sans qu'il soit facile de distinguer la particularité de l'inspiration de Dorothy, qui a peu publié de son vivant. Cependant, son travail est redécouvert quand les spécialistes de la littérature se penchent sur le rôle des femmes dans la littérature. Le succès de son Grasmere Journal fait émerger un regain d'intérêt pour Dorothy Wordsworth et plusieurs de ses journaux et lettres ont été publiés depuis lors. Les critiques ont souligné le rôle essentiel qu'elle joue dans le succès de son frère.